# Direttiva Uccelli
La Direttiva per la conservazione degli uccelli selvatici ha lo scopo di promuovere la tutela e la gestione delle popolazioni di specie di uccelli selvatici, delle loro uova e degli habitat nel territorio europeo. Inizialmente approvata il 2 aprile 1979 dalla Comunità economica europea con l'identificativo "Direttiva del Consiglio 79/409/CEE" è stata abrogata dalla Direttiva 2009/147/CE del 30 novembre 2009 attualmente in vigore dal 15 febbraio 2010, con contenuti pressoché identici.
Con questa direttiva, gli stati membri dell'Unione europea (all'epoca della prima direttiva CEE) si sono impegnati a limitare e controllare la caccia e ad adoperarsi per la gestione delle aree di protezione degli uccelli come misura essenziale per il mantenimento, il ripristino o la creazione di habitat per specie di uccelli europei rari o minacciati. 
La direttiva Uccelli, e la Direttiva Fauna-Flora-Habitatn. 92/43/CEE , servono essenzialmente ad attuare la Convenzione di Berna e  le aree protette secondo le due direttive formano la rete Natura 2000. I santuari per uccelli di interesse comune sono generalmente i santuari per uccelli europei (chiamati anche zone di protezione speciale - ZPS),

## Specie protette
La direttiva mira a proteggere tutte le specie di uccelli autoctoni selvatici; Le specie di uccelli originarie delle aree d'oltremare dell'UE non sono registrate. I loro stock dovrebbero mantenere le popolazioni vitali a lungo termine o riconquistarle attraverso misure adeguate. Le specie con uno status di protezione speciale sono elencate nelle appendici per le quali si applicano ulteriori misure di protezione. L'allegato I della linea guida comprende 181 specie o sottospecie (dal 2009). In particolare, gli Stati membri hanno l'obbligo di dichiarare “aree più idonee per numero e superficie” alla conservazione di queste specie come aree protette, per ripristinare gli habitat distrutti e per crearne di nuovi, per promuovere la ricerca e per vietarli in diritto nazionale [3] ad esempio contro l'uccisione, la cattura, la detenzione o il disturbo degli uccelli, contro la raccolta di uova o la commercializzazione di prodotti.

## Attività venatoria
La caccia agli uccelli canori ha dato l'impulso alla Direttiva Uccelli dell'UE negli anni '70. A quel tempo, gli uccelli migratori erano z. B. in Belgio, Francia e Italia catturati e cacciati a milioni con reti, calci da limatura, trappole e armi automatiche.
Dall'adozione della direttiva, l'uso di trappole per uccelli è stato un ricordo del passatodi qualsiasi specie vietata nell'UE - le eccezioni sono possibili solo se "non esiste altra soluzione soddisfacente" e se l'eccezione riguarda solo "piccole quantità" di esemplari di una specie. Paesi come Francia e Malta in particolare utilizzano queste linee guida poco chiare per rilasciare trappole per uccelli per catturare centinaia di migliaia di uccelli canori. La linea guida elenca in vari allegati quali specie di uccelli sono di particolare importanza, che richiedono una protezione speciale e quali specie possono essere cacciate. L'appendice II elenca 82 specie di uccelli (dal 2009), 24 delle quali possono essere abbattute ovunque nell'UE. I restanti 58 possono essere cacciati solo nei paesi che lo hanno richiesto alla Commissione. Tutte le altre specie di uccelli europee potrebbero non essere soggette alle leggi nazionali sulla caccia, quindi sono protette in tutta Europa.
La Direttiva Uccelli vieta anche la caccia durante i periodi di riproduzione e allevamento, la caccia durante il ritiro nelle aree di riproduzione, la distruzione o il danneggiamento dei nidi, la raccolta e la detenzione di uova e disturbi intenzionali gravi, soprattutto durante la stagione riproduttiva.

## Habitat
La linea guida protegge anche gli habitat delle specie di uccelli selvatici, poiché la protezione pura delle specie senza la protezione simultanea dei biotopi non ha alcun effetto. Ciò include l'istituzione di aree protette, il mantenimento degli habitat e il ripristino di quelli distrutti, nonché la creazione di nuovi habitat (art. 3).
I santuari europei degli uccelli servono direttamente a proteggere gli uccelli migratori , che possono attraversare diversi paesi lungo le loro rotte migratorie in pochi giorni e dipendono quindi dalle aree di sosta per cercare cibo e per poter riposare. La Direttiva Uccelli ne tiene conto richiedendo misure di protezione per le aree di riproduzione, muta e svernamento degli uccelli migratori. Ma si registrano anche popolazioni di uccelli stanziali delle specie di attaccamento.
Anche la protezione delle zone umide è di grande importanza, in particolare la protezione delle zone umide di rilevanza internazionale. Questo colma il divario con la Convenzione di Ramsar del 1971, il cui scopo è preservare le zone umide di importanza internazionale.

## Commercio
In linea di principio, secondo la Direttiva Uccelli, è vietato il commercio di tutti gli uccelli selvatici europei, vivi o morti, delle loro piume, uova e simili. Tuttavia, le singole specie sono esentate da questo divieto e sono elencate nell'allegato III della direttiva. Questi includono, soprattutto, le specie di uccelli più comuni cacciati regolarmente, principalmente anatre e galline.

## Istituzione di aree protette
L'adozione della direttiva Uccelli dell'UE nel 1979 ha compiuto grandi progressi nella protezione della natura e degli uccelli in Europa. Quasi tutte le disposizioni della direttiva sono state ora recepite nelle legislazioni nazionali. I problemi sono numerose eccezioni così come l'attuazione delle norme legali: molti paesi, come la Francia, continuano a consentire l'uso di trappole per uccelli effettivamente vietate per motivi tradizionali, come Malta autorizzano la caccia effettivamente vietata in primavera o - come l'Italia - dare specie effettivamente protette al Lancio gratuitamente. In Germania vengono generosamente concesse esenzioni ai cormorani per sparare o spaventare.
La Commissione Europea deve spesso far rispettare la Direttiva Uccelli in lunghi procedimenti dinanzi alla Corte di Giustizia Europea. Un controllo dei divieti di caccia e cattura di uccelli non funziona ancora oggi in molti paesi.